# Schleimpilze
Die Einteilung der Lebewesen in Systematiken ist kontinuierlicher Gegenstand der Forschung. So existieren neben- und nacheinander verschiedene systematische Klassifikationen. 
Das hier behandelte Taxon ist durch neue Forschungen obsolet geworden oder ist aus anderen Gründen nicht Teil der in der deutschsprachigen Wikipedia dargestellten Systematik.
Die Schleimpilze (Mycetozoa oder Eumycetozoa) sind ein Taxon einzelliger Lebewesen, die in ihrer Lebensweise Eigenschaften von Tieren und Pilzen gleichermaßen vereinen, aber zu keiner der beiden Gruppen gehören. Trotz ihres Namens sind sie also keine Pilze.
Die Gruppe umfasst knapp über 1000 Arten, die Zahl gilt jedoch als ungenau. Nach neuerer Auffassung stellen die Schleimpilze keine gemeinsame Gruppe mehr dar. Die drei enthaltenen Taxa Myxogastria, auch bekannt als Myxomyceten (als umfangreichste Gruppe), Dictyostelia und Protostelia, werden nicht mehr zusammengestellt.
Innerhalb der Biologie wird die systematische Erforschung der Schleimpilze durch die Botanik bzw. die Mykologie betrieben.

## Merkmale und Lebenszyklus
Schleimpilze durchlaufen im Laufe ihres Lebens mehrere morphologisch extrem verschiedene Stadien. Ihr jeweiliges Erscheinungsbild ist untrennbar mit ihrem Lebenszyklus verbunden.

### Merkmale
Aus den Fruchtkörpern entstehen Sporen, aus diesen wiederum amoeboide Lebewesen. Die Amöben sind vielgestaltig, haben jedoch stets röhrenförmige Cristae und spitz zulaufende Scheinfüßchen. Anfänglich handelt es sich um einkernige Amoeboflagellaten oder Amöben. Aus ihnen gehen vielkernige Plasmodien oder – bei den Dictyostelia – vielzellige Pseudoplasmodien hervor.

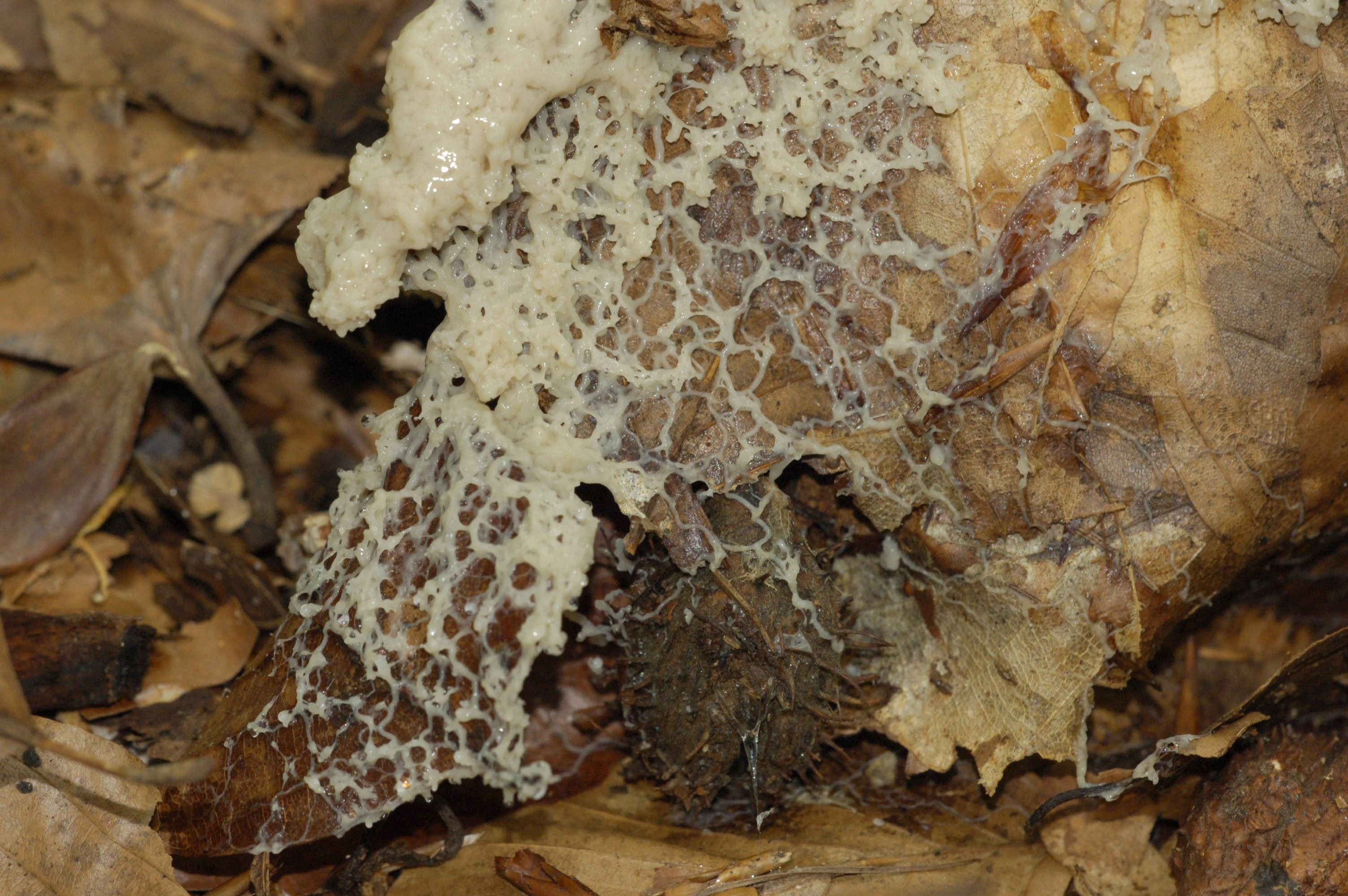
Plasmodium im Übergang zur Ausbildung eines Fruchtkörpers

Reife Schleimpilze können unter angemessenen Umständen Fruchtkörper ausbilden, entweder als ein aus einer einzelnen amoeboiden Zelle entstehendes Sporokarp bei Myxogastria und Protostelia, oder als Sorokarp bei der Unterklasse der Dictyostelia, der sich aus Aggregationen amöboider Einzelzellen zusammenfindet.
Die eigentliche Ausbildung der Fruchtkörper kann auf zwei verschiedene Weisen vor sich gehen. Zum einen wie bei den Arten der Myxogastria und der Protostelia, bei denen einzelne Plasmodien von negativer zu positiver Phototaxis wechseln, sich auf das Licht zubewegen und so einen hochgelegenen Ort aufsuchen, der dem Licht und damit zugleich dem Wind zwecks idealer Sporenausbreitung ausgesetzt ist, wo sie die Fruchtkörper, die sogenannten Sporokarpe, ausbilden.
Erheblich komplexer sind die Abläufe bei den Vertretern der Unterklasse Dictyostelia. Hier sammeln sich die bis dato als einzelne Amöben lebenden Zellen und bilden ein Pseudoplasmodium, eine temporäre vielzellige Organisationsform, die sich schneckenähnlich fortbewegt. Am rechten Platz angekommen, unterzieht es sich erneut einer Metamorphose: ein Teil der Zellen bildet einen Stiel und andere den sogenannten Sorus, der die Sporen enthält. Hier ist der Fruchtkörper, der sogenannte Sorokarp, nicht Ausprägung einer Zelle, sondern eines Zellverbunds.

## Habitate
Die Mehrheit aller Schleimpilzarten lebt terrestrisch, nur von einigen wenigen Arten ist eine vollständig untergetauchte Lebensweise bekannt. Unterscheiden lassen sich allerdings verschiedene sogenannte Mikrohabitate, insbesondere Baum-Mikrohabitate. Das wichtigste Mikrohabitat ist Totholz, darüber hinaus von Bedeutung sind die Rinde lebender Bäume, verrottendes Pflanzenmaterial des Streuhorizonts, Erdböden und Tierexkremente. Eine seltene Sonderform vor allem tropischer Arten ist die Besiedelung lebender Blätter von Pflanzen. Meist finden sich Schleimpilze in offenen Wäldern (Hutewäldern), aber soweit die grundlegenden Bedingungen vorliegen, trifft man Schleimpilze auch an ungewöhnlichen Orten wie Wüsten (für die Sonora-Wüste allein sind 33 Arten nachgewiesen), im Schmelzwasser alpiner Schneeverwehungen sowie in Regionen besonders hoher Breitengrade.

## Verbreitung
Schleimpilze sind mit der Mehrheit ihrer Arten weltweit verbreitet, treten in gemäßigten Breiten jedoch deutlich häufiger und mit höherem Artenreichtum auf als in den Subtropen und Tropen.
Als Gründe für die geringere Häufigkeit in den Tropen werden die Lichtarmut der dortigen Wälder (Beeinträchtigung positiver Phototaxis), Windstille (nachteilig zur Verteilung der Sporen), Befall durch Schimmelpilze begünstigende Luftfeuchtigkeiten, sehr saure Böden, eine Vielfalt von Fressfeinden und häufige, überaus starke Regenfälle, die die Zellen abwaschen oder zerstören können, genannt.

## Systematik
Die Klasse der Schleimpilze umfasst rund 1000 bis 1100 Arten. Im Jahr 2007 schätzte eine Arbeit die Artenzahl auf deutlich mehr als 1000, danach umfasste die Unterklasse Myxogastria als bei weitem größte Gruppe der Schleimpilze weit über 900 Arten, mit über 100 Arten bereits deutlich kleiner war die Unterklasse Dictyostelia, die kleinste Unterklasse hingegen, die Protostelia, umfasste nur 36 Arten. Schätzungen anhand sequenzierter Umweltproben gehen davon aus, dass die Gruppe deutlich größer ist als bisher bekannt (Myxogastria: 1200–1500 Arten, Dictyostelia: ca. 300, Protostelia: 150).
Die folgende Systematik orientiert sich im Wesentlichen an Adl et al. 2005, in den Rängen und der weiteren Unterteilung der größten Gruppe, der Myxogastria, nimmt sie jedoch die Systematik von Dykstra und Keller 2000 auf. Ob die Gattung Guttulinopsis eine Gattung der Schleimpilze oder zu den Heterolobosea zu stellen ist, ist unklar.
| - Unterklasse Myxogastria - Ordnung Liceida - Ordnung Echinosteliida - Ordnung Trichiida - Ordnung Stemonitida - Ordnung Physarida - Unterklasse Protostelia - Ordnung Protosteliales - Unterklasse Dictyostelia - Gattung Acytostelium - Gattung Coenonia - Gattung Polysphondylium - Gattung Dictyostelium - incertae sedis: - Copromyxa - Copromyxella - Fonticula |

## Nachweise
1. 1 2 3  Sina M. Adl, Alastair G. B. Simpson, Mark A. Farmer, Robert A. Andersen, O. Roger Anderson, John A. Barta, Samuel S. Bowser, Guy Brugerolle, Robert A. Fensome, Suzanne Fredericq, Timothy Y. James, Sergei Karpov, Paul Kugrens, John Krug, Christopher E. Lane, Louise A. Lewis, Jean Lodge, Denis H. Lynn, David G. Mann, Richard M. McCourt, Leonel Mendoza, Øjvind Moestrup, Sharon E. Mozley-Standridge, Thomas A. Nerad, Carol A. Shearer, Alexey V. Smirnov, Frederick W. Spiegel, Max F. J. R. Taylor: The New Higher Level Classification of Eukaryotes with Emphasis on the Taxonomy of Protists. In: The Journal of Eukaryotic Microbiology. Bd. 52 (5), 2005, S. 399–451.
2. ↑  Henry Stempen, Steven L. Stevenson: Myxomycetes. A Handbook of Slime Molds. Timber Press, 1994, ISBN 0-88192-439-3, S. 15–18.
3. 1 2  Michael J. Dykstra, Harold W. Keller: Mycetozoa. In: John J. Lee, G. F. Leedale, P. Bradbury (Hrsg.): An Illustrated Guide to the Protozoa. Band 2. Allen, Lawrence 2000, ISBN 1-891276-23-9, S. 952–981 (englisch).
4. ↑  Uno H. Eliasson: Myxomyceten auf lebenden Blättern im tropischen Regenwald Ecuadors; eine Untersuchung basierend auf dem Herbarmaterial höherer Pflanzen. In: Wolfgang Nowotny (Hrsg.): Wolfsblut und Lohblüte. Lebensformen zwischen Tier und Pflanze = Myxomycetes (= Stapfia. Band 73). Linz 2000, ISBN 3-85474-056-5, S. 81 (deutsch, englisch, französisch, spanisch). zobodat.at [PDF]
5. 1 2 3  Henry Stempen, Steven L. Stevenson: Myxomycetes. A Handbook of Slime Molds. Timber Press, 1994, ISBN 0-88192-439-3, S. 49–58.
6. ↑  Sina M. Adl, Brian S. Leander, Alastair G. B. Simpson, John M. Archibald, O. Roger Anderson, David Bass, Samuel S. Bowser, Guy Brugerolle, Mark A. Farmer, Sergey Karpov, Martin Kolisko, Christopher E. Lane, Deborah J. Lodge, David G. Mann, Ralf Meisterfeld, Leonel Mendoza, Øjvind Moestrup, Sharon E. Mozley-Standridge, Alexey V. Smirnov, Frederick Spiegel: Diversity, Nomenclature, and Taxonomy of Protists. In: Systematic Biology. Bd. 56, 2007, S. 684–689.